# The Long Dark
The Long Dark är en överlevnadssimulering i förstapersonsperspektiv som utspelar sig i efterdyningarna av en geomagnetisk katastrof.
Spelet utvecklas av Hinterland Games för Windows samt Mac OS och släpptes på Steam Early Access 22 september 2014, för att senare släppas i fullversion på Steam 1 augusti 2017. 
Man spelar som bushpiloten Will Mackenzie och det utspelar sig i norra Kanadas vildmark, där man möter farorna med det nya "post-digitala" gränsområdet.
Spelet finansierades genom Kickstarter under 2013.

## Spelupplägg

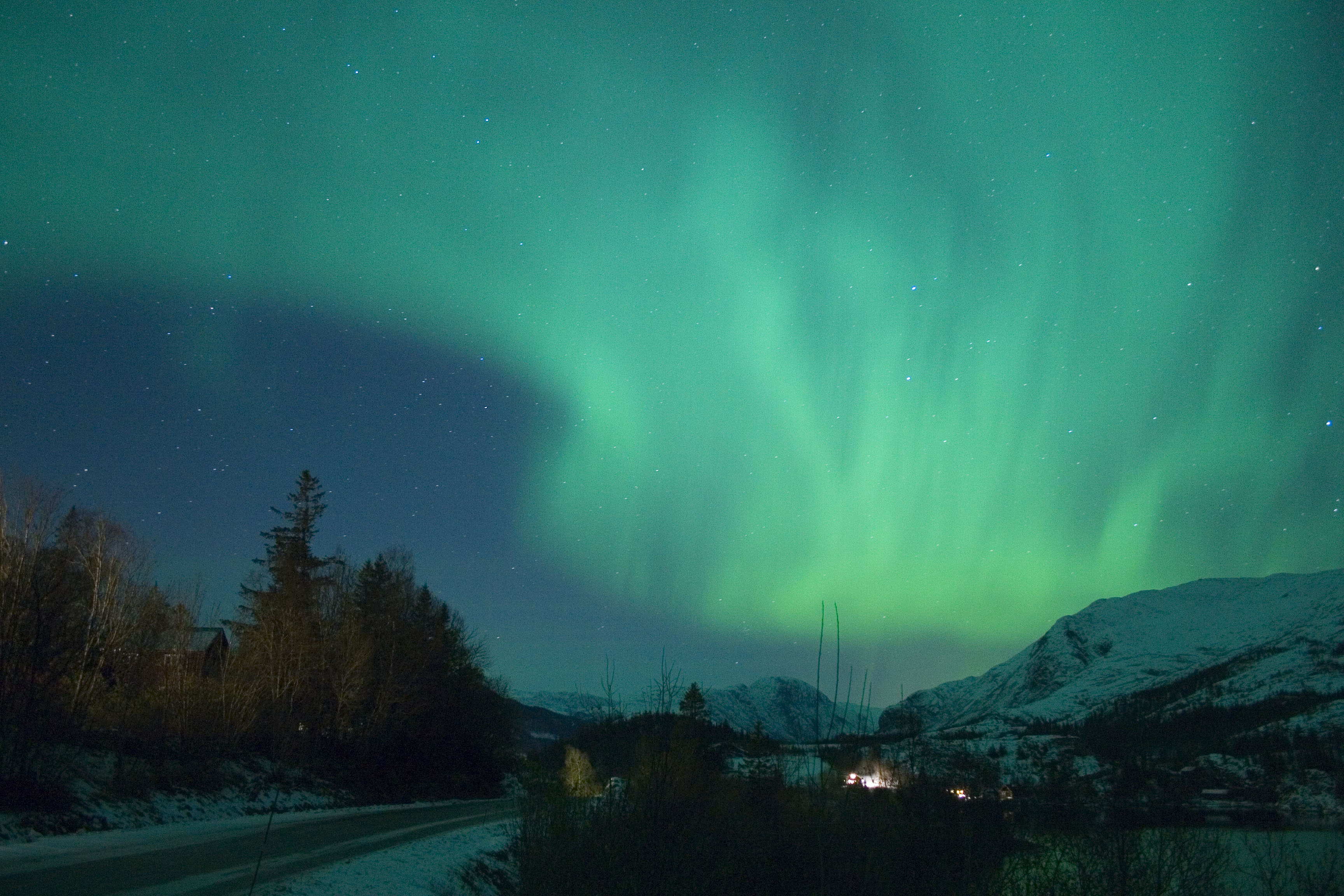
En bild på polarsken, ett återkommande tema i The Long Dark.

Spelet tar plats i den iskalla kanadensiska vildmarken där spelkaraktären är en kraschlandad pilot som kämpar med överlevnad efter en global katastrof. Spelupplägget beskrivs av utvecklaren att vara en "överlevnadssimulering svarar för kroppstemperatur, kaloriintag, hunger/törst, utmattning, köldfaktor, djurliv och en rad andra miljöfaktorer." Det finns två spellägen tillgängliga för spelare, "Story mode" (storyläge) och "Sandbox mode" (sandlådeläge).

### Story mode
Det episodiska storyläget kallat "Wintermute" planerades att släppas sent 2014 men sköts fram till 1 augusti 2017 då de två första episoderna ("Do Not Go Gentle" och "Luminance Fugue") släpptes till Xbox One och PC och 9 augusti på Playstation 4 i Europa. Episod 3 ("Crossroads Elegy") släpptes 22 oktober 2019. Ytterligare två episoder är planerade. 

### Sandbox mode
I spelets alfa-version gjordes sandlådeläget tillgängligt för spelande. Detta läge ger spelaren möjlighet att starta på ett randomiserat ställe i den första offentliggjorda kartan kallad "Mystery Lake". Spelarens objektiv är att överleva så länge som möjligt genom att hitta och använda alla resurser de kan i världen. Detta inkluderar nyttigheter så som mat, vatten, brasved, medicin och verktyg så som vapen, yxor, knivar och en rad andra föremål. Djurlivet är också närvarande, så som rådjur, vargar och björnar där den förstnämnda kan jagas för mat och de senare som är ett konstant hot mot spelaren när de tar steget utomhus. Alla föremål och djur skapas på en slumpmässig plats i varje nytt spel, så två spel är aldrig desamma för spelaren. Verktyg och föremål försämras med tiden vilken tvingar spelaren att göra noggrant eftertänkta beslut vad gäller deras tillstånd och eventuella behov av reparation. Att kunna göra upp eld krävs för värme och matlagning. Spelaren tvingas regelbundet leta efter trä och bränsle för att hålla sig vid liv. Spelaren kan också bli sjuk till följd av matförgiftning och sjukdom. Spelet simulerar temperatur och vindkyla, som båda är slumpmässiga varje spelomgång. Detta uppmuntrar spelaren att hela tiden ha noggrann koll på vädret för att förhindra dödsfall till följd av exponering. Systemet för att spara spel tvingar spelaren att noggrant tänka efter innan spel sparas eftersom spelet endast går att spara när man går in i en byggnad eller sover i spelet. När spelaren dör, resulterar detta i permanent död och den ursprungliga sparfilen raderas automatiskt vilket tvingar spelaren att starta ett nytt spel.

## Utveckling
The Long Dark är det första projektet från nyligen bildade kanadensiska spelstudion Hinterland Studio, vilket grundades av Raphael van Lierop som var producent för Company of Heroes, narrativ producent för Far Cry 3 och regissör för Warhammer 40,000: Space Marine. I hans team finns Alan Lawrance, bildproducent för Saints Row och Red Faction; Hokyo Lim, reklamformgivare för League of Legends; Marianne Krawczyk, manusförfattare för God of War-serien och David Chan, ljudproducent för Mass Effect och Baldur's Gate-serien. I september 2014 gick Ken Rolston, tidigare huvuddesigner för The Elder Scrolls III: Morrowind, med i spelets produktionsteam. Spelets röstskådespelaruppsättning inkluderar Mark Meer, Jennifer Hale, David Hayter och Elias Toufexis.

## Mottagande
Tidiga recensioner av spelets alfaversion var övervägande positiva.